# La donna bionica
La donna bionica (The Bionic Woman) è una serie televisiva statunitense nata come spin-off della serie L'uomo da sei milioni di dollari. In essa nasce il personaggio di Jaime Sommers (la "donna bionica" del titolo), interpretato dall'attrice Lindsay Wagner, che ha ottenuto notevole successo, tanto da spingere la casa di produzione Universal a creare una serie incentrata su di lei.

## Trama
Jaime Sommers è un ex tennista che, a causa di un incidente, ha dovuta essere sottoposta a un impianto bionico di parti biomeccaniche che l'hanno resa una cyborg. Successivamente decide di mettere al servizio dell'OSI (Office of Scientific Intelligence), agenzia di sicurezza degli Stati Uniti d'America diretto da Oscar Goldman, le proprie facoltà bioniche come agente segreto, svolgendo al contempo come copertura l'attività di insegnante. Durante le sue missioni riesce a portare a termine il difficile compito assegnatole, usando i suoi particolari poteri senza mai eccedere in prevaricazioni o violenza, ma usando spesso astuzia, sensibilità e cervello per uscire da situazioni pericolose.

## Episodi
| Stagione         | Episodi | Prima TV originale | Prima TV Italia |
| ---------------- | ------- | ------------------ | --------------- |
| Prima stagione   | 14      | 1976               | 1982            |
| Seconda stagione | 22      | 1976-1977          |                 |
| Terza stagione   | 22      | 1977-1978          |                 |

## Personaggi
- Jaime Sommers, interpretata da Lindsay Wagner, doppiata da Franca De Stradis.
Jaime Sommers nasce a Ojai (California) nel 1949. Nel 1966 i genitori vengono uccisi. Va a vivere con Elen e Jim, genitori di Steve Austin, del quale diventerà amica e con cui frequenterà il college. Jaime decide quindi di lasciare Ojai per seguire la carriera di tennista, diventando una grande professionista e ricevendo numerosi riconoscimenti.
Nel 1975 fa ritorno a Ojai, dove incontra nuovamente Steve Austin che nel frattempo è diventato colonnello. Tra i due scoppia l'amore. Ma durante un lancio con il paracadute Jaime subisce un terribile incidente, infatti il suo paracadute si rompe e lei precipita. Jaime è in condizioni disperate e Steve chiede aiuto a Oscar Goldman per rendere Jaime bionica. L'operazione viene eseguita dal dottor Rudy Wells e Jaime diventa la prima donna bionica; le parti anatomiche sostituite con arti bionici sono il braccio destro, le gambe e l'orecchio destro.
Jaime decide di lavorare per Oscar e l'OSI facendo l'agente segreto in missioni complicate e difficili. Per tre anni Jaime svolge compiti particolari che la portano a conoscere persone, rischi e pericoli di missioni governative ad alto rischio. Jaime si accorge di avere trascurato un po' se stessa nei tre anni svolti al servizio e decide quindi di ritirarsi, svolgendo qualche missione occasionalmente. Nel 1987 incontrerà nuovamente Steve per aiutare Oscar. La stessa cosa avverrà nel 1989, quando Oscar avrà bisogno dell'aiuto di Jaime e Steve per salvaguardare un'importante competizione olimpica. Finalmente nel 1994 Jaime e Steve, dopo svariate peripezie, riusciranno a sposarsi.
- Oscar Goldman, interpretato da Richard Anderson, doppiato da Germano Longo.
- Rudy Wells, interpretato da Martin E. Brooks
- Steve Austin, interpretato da Lee Majors, doppiato da Roberto Del Giudice.

## Colonna sonora
L'autore della sigla de La donna bionica, Theme Song for The Bionic Woman (mai pubblicata su supporto discografico ufficiale), è opera del musicista Jerry Fielding. Tuttavia ben presto questi venne rimpiazzato da Joe Harnell, quest'ultimo celebre anche per il suo Lonely Man Theme, sigla della serie televisiva L'incredibile Hulk. Nella sua autobiografia, Counterpoint. The Journey of a Music Man, Joe Harnell racconta di come sia giunto a lavorare ler La donna bionica: tra il compositore abituale Jerry Fielding e il produttore Kenneth Johnson si svilupparono degli attriti, che portarono Fielding a lasciare il progetto poco dopo la prima stagione. Per la produzione dell'episodio Bellezza bionica (Bionic Beauty, trasmesso il 17 marzo 1976), Harnell venne convocato per scrivere un arrangiamento del brano Feelings e scrivere una nuova canzone per la guest star Bert Parks. Questo portò Harnell a comporre la colonna sonora dell'intero episodio e quindi diventare il compositore abituale della seconda stagione. Venne quindi chiesto ad Harnell di scrivere una nuova sigla di testa e una di coda, Harnell, inizialmente riluttante, perché non voleva rubare la scena all'amico Jerry Fielding, cercò di rifiutare, ma alla fine venne costretto suo malgrado dalla produzione. Dopo le proteste di Fielding la produzione si risolse a utilizzare il tema di Fielding per la sigla di testa e quello di Harnell per la sigla di coda.
La prima uscita ufficiale contenente la musica di Joe Harnell per La donna bionica è il CD antologico del 2002 The Film Music of Joe Harnell, autopubblicato tramite il suo sito JoeHarnell.com. Successivamente alla morte del compositore sono stati pubblicati altri due CD, contenenti le musiche di interi episodi della serie: The Bionic Woman - Episodic Collection Vol. 1 - Kill Oscar Parts 1 & 3 e The Bionic Woman Vol.2 - The Return of Bigfoot Part 2.
La sigla italiana della serie era il brano Bambola bambina cantato da Jimmy Fontana. Successivamente la sigla è stata sostituita con il tema musicale Dei di Formisano-Pennino.

## Distribuzione
Il primo episodio di La donna bionica è stato trasmesso negli Stati Uniti nel gennaio del 1976. La serie si articola in tre stagioni per un totale di 58 episodi (a cui ne vanno sommati alcuni in coproduzione con L'uomo da sei milioni di dollari) e si snoda nel periodo 1976-1978. La serie è stata trasmessa dalla ABC per le prime due stagioni e dalla NBC per la terza. Tra la prima e la seconda stagione vengono inseriti due episodi dal titolo Gli extraterrestri - Parte 1 e Gli extraterrestri - Parte 2, originariamente appartenenti, il primo, alla serie L'uomo da sei milioni di dollari e, il secondo, alla serie La donna bionica. In Italia entrambi gli episodi sono trasmessi come parte della serie La donna bionica.
In Italia è stata trasmessa per la prima volta su reti televisive locali e successivamente sulle reti Fininvest (attuale Mediaset). 

## Opere derivate
Nel 1987, dopo nove anni dalla fine di entrambe le serie televisive, L'uomo da sei milioni di dollari e La donna bionica, fa seguito il film per la televisione Il ritorno dell'uomo da sei milioni di dollari (The Return of the Six Million Dollar Man and Bionic Woman), diretto da Ray Austin. Due anni dopo, nel 1989, viene trasmesso Scontro bionico (Bionic Showdown: The Six Million Dollar Man and the Bionic Woman, diretto da Alan J. Levi e, nel 1994, viene trasmesso il capitolo conclusivo della saga, Il ritorno della donna bionica (Bionic Ever After?), diretto ancora una volta da Levi. I tre film per la televisione, che sono tutti crossover tra le due serie e vedono protagonisti sia Steven Austin che Jaime Sommers. I primi due film TV sono stati trasmessi dalla NBC, il terzo dalla CBS.
Nel 2007 la NBC produce inoltre un remake della serie intitolato Bionic Woman, con protagonista Michelle Ryan. Dopo il successo dei primi episodi progressivamente gli ascolti sono calati sempre più. A causa poi dello sciopero del sindacato degli sceneggiatori e di alcuni avvicendamenti tra gli autori sono andati in onda solo otto episodi, dopodiché, nel marzo del 2008, la NBC ha ufficialmente sospeso la serie.